# Franciszek Jan Załuski
Franciszek Jan Załuski herbu Junosza (ur. 1660, zm. 17 listopada 1735) – margrabia, wojewoda czernihowski w latach 1696–1716, kasztelan wojnicki w latach 1694–1695, starosta lubelski 1711–1718, wojewoda płocki mianowany przed 1719 rokiem, w 1726 odznaczony Orderem Orła Białego.
Jako senator brał udział w sejmach: 1696 i 1699 roku.

## Życiorys
Franciszek Jan Załuski pochodził z senatorskiej, ale niezbyt zamożnej rodziny. Jego ojcem był Aleksander Załuski, wojewoda rawski a matką Katarzyna z Olszowskich, kasztelanka spicymierska, siostra prymasa Andrzeja Olszowskiego.
Piastował godność wojewody czernihowskiego (1696–1716), a następnie wojewody płockiego (1719–11735). Po zerwanym sejmie konwokacyjnym 1696 roku przystąpił 28 września 1696 roku do konfederacji generalnej. 5 lipca 1697 roku podpisał w Warszawie obwieszczenie do poparcia wolnej elekcji, które zwoływało szlachtę na zjazd w obronie naruszonych praw Rzeczypospolitej. W styczniu 1702 roku podpisał akt pacyfikacji Wielkiego Księstwa Litewskiego. W 1704 roku był członkiem konfederacji sandomierskiej. Był uczestnikiem Walnej Rady Warszawskiej 1710 roku. Ok. 1710 przejął z rąk brata, Andrzeja Chryzostoma pałac w Falentach, który został przez niego odbudowany po zniszczeniach z czasów wojny ze Szwecją. W 1733 roku podpisał elekcję Stanisława Leszczyńskiego.
Był dwukrotnie żonaty. Pierwszą żoną była Dorota de Riviere pochodząca z Flandrii, a kolejną Teofila z Wapowskich.
Franciszek Jan Załuski i jego żona Teofila byli rodzicami chrzestnymi Ignacego Krasickiego.